# Copa Santa Catarina de 2023
A Copa Santa Catarina de 2023 (oficialmente, Copa Magic Bet 777 SC 2023, por motivos de patrocínio) está sendo a vigésima segunda edição desta competição futebolística organizada pela Federação Catarinense de Futebol. Ela é disputada por dez equipes entre os meses de agosto a novembro de 2023.

## Regulamento
A competição é dividida em duas fases: a inicial em pontos corridos e a final em jogos de mata-mata.

### Primeira fase e fase final
Na primeira fase todas as equipes se enfrentam entre si em turno único. Os quatro primeiros colocados se classificam para os confrontos eliminatórios da segunda fase, que contará com jogos de ida e volta. A definição dos confrontos se dará pela posição das equipes na tabela, sendo que o  1º colocado enfrentará o 4º e o 2º encarará o 3º colocado. Se os jogos da segunda fase terminarem com placares iguais, o jogo será decidido na disputa de pênaltis.
O campeão garante vaga na Copa do Brasil de Futebol e na Recopa Catarinense.

## Equipes participantes
| Avaí | Florianópolis      | Ressacada                | 17 826 | 1 (1995) |
| Barra-SC | Balneário Camboriú | Hercílio Luz             | 6 010  | 0        |
| Chapecoense | Chapecó            | Arena Condá              | 15 765 | 1 (2006) |
| Concórdia | Concórdia          | Domingos Machado de Lima | 3 161  | 0        |
| Figueirense | Florianópolis      | Orlando Scarpelli        | 19 584 | 3 (2021) |
| Hercílio Luz | Tubarão            | Aníbal Costa             | 3 570  | 0        |
| Inter de Lages | Lages              | Vidal Ramos Júnior       | 6 000  | 0        |
| Joinville | Joinville          | Arena Joinville          | 22 000 | 5 (2020) |
| Marcílio Dias | Itajaí             | Hercílio Luz             | 6 010  | 2 (2022) |
| Nação | Joinville          | Arena Joinville          | 2 200  | 0        |
| Floripa Florianópolis: Avaí Figueirense Barra-SC Concórdia Chapecoense Inter de Lages Hercílio Luz Marcílio Dias Joinville Joinville: Joinville NaçãoLocalização das equipes participantes. |                    |                          |        |          |

## Primeira fase
| Pos | Equipe         | Pts | J | V | E | D | GP | GC | SG  | Classificação                    |
| --- | -------------- | --- | - | - | - | - | -- | -- | --- | -------------------------------- |
| 1   | Hercílio Luz   | 20  | 9 | 6 | 2 | 1 | 15 | 9  | +6  | Classificados para as semifinais |
| 2   | Concórdia      | 16  | 9 | 5 | 1 | 3 | 11 | 7  | +4  | Classificados para as semifinais |
| 3   | Avaí           | 14  | 9 | 4 | 2 | 3 | 11 | 14 | −3  | Classificados para as semifinais |
| 4   | Marcílio Dias  | 13  | 9 | 4 | 1 | 4 | 18 | 16 | +2  | Classificados para as semifinais |
| 5   | Joinville      | 13  | 9 | 4 | 1 | 4 | 17 | 15 | +2  |                                  |
| 6   | Figueirense    | 12  | 9 | 3 | 3 | 3 | 16 | 12 | +4  |                                  |
| 7   | Inter de Lages | 12  | 9 | 3 | 3 | 3 | 18 | 17 | +1  |                                  |
| 8   | Chapecoense    | 12  | 9 | 3 | 3 | 3 | 11 | 10 | +1  |                                  |
| 9   | Nação          | 8   | 9 | 1 | 5 | 3 | 14 | 18 | −4  |                                  |
| 10  | Barra-SC       | 4   | 9 | 1 | 1 | 7 | 8  | 21 | −13 |                                  |

## Fase final
Em itálico, as equipes que disputaram a primeira partida como mandante. Em negrito, as equipes classificadas.
|  | Semifinal     | Semifinal     | Semifinal | Semifinal |   |           | Final | Final | Final | Final |
|  |               |               |           |           |   |           |       |       |       |       |
|  | Concórdia     | 1             | 2         | 3         |   |           |       |       |       |       |
|  | Avaí          | 0             | 1         | 1         |   |           |       |       |       |       |
|  | Avaí          | 0             | 1         | 1         |   | Concórdia | 1     | 1     | 2     |       |
|  |               |               |           |           |   | Concórdia | 1     | 1     | 2     |       |
|  |               | Marcílio Dias | 1         | 3         | 4 |           |       |       |       |       |
|  | Hercílio Luz  | Marcílio Dias | 1         | 3         | 4 | 2         | 0     | 2 (3) |       |       |
|  | Hercílio Luz  |               |           |           |   | 2         | 0     | 2 (3) |       |       |
|  | Marcílio Dias | 0             | 2         | 2 (4)     |   |           |       |       |       |       |

## Final

### Jogo de ida
| 19 de novembro | Marcílio Dias  | 1 – 1 | Concórdia |             |
| 15:00          | João Pedro 87' |       | Silas 60' | Árbitro: SC |

### Jogo de volta
| 26 de novembro | Concórdia       | 1 – 3 | Marcílio Dias                                       |             |
| 15:00          | Rodriguinho 07' |       | Juninho Tardelli 25' · Rony 43' · Alex Oliveira 93' | Árbitro: SC |

## Premiação
| Copa Santa Catarina de 2023          |
| Santa Catarina                       |
| ------------------------------------ |
| 'Marcílio Dias' Campeão (3.º título) |

## Classificação geral
| Pos | Equipe         | Pts | J  | V | E | D | GP | GC | SG  | Zona de classificação                                                             |
| --- | -------------- | --- | -- | - | - | - | -- | -- | --- | --------------------------------------------------------------------------------- |
| 1   | Marcílio Dias  | 20  | 13 | 6 | 2 | 5 | 24 | 20 | +4  | Campeão e classificado para a Copa do Brasil de 2024 e Recopa Catarinense de 2024 |
| 2   | Concórdia      | 23  | 13 | 7 | 2 | 4 | 13 | 11 | +2  | Vice-campeão                                                                      |
| 3   | Hercílio Luz   | 23  | 11 | 7 | 2 | 2 | 17 | 11 | +6  | Eliminados nas semifinais                                                         |
| 4   | Avaí           | 14  | 11 | 4 | 2 | 5 | 12 | 17 | −5  | Eliminados nas semifinais                                                         |
| 5   | Joinville      | 13  | 9  | 4 | 1 | 4 | 17 | 15 | +2  | Eliminados na primeira fase                                                       |
| 6   | Figueirense    | 12  | 9  | 3 | 3 | 3 | 16 | 12 | +4  | Eliminados na primeira fase                                                       |
| 7   | Inter de Lages | 12  | 9  | 3 | 3 | 3 | 18 | 17 | +1  | Eliminados na primeira fase                                                       |
| 8   | Chapecoense    | 12  | 9  | 3 | 3 | 3 | 13 | 11 | +2  | Eliminados na primeira fase                                                       |
| 9   | Nação          | 8   | 9  | 1 | 5 | 3 | 14 | 18 | −4  | Eliminados na primeira fase                                                       |
| 10  | Barra-SC       | 4   | 9  | 1 | 1 | 7 | 8  | 21 | −13 | Eliminados na primeira fase                                                       |